# Andrés Muñoz Garde
Andrés Muñoz Garde (Zaragoza, 3 de julio de 1935-Pamplona, 11 de marzo de 1992.) fue un maestro en educación especial de Navarra así como fundador y primer presidente de la Asociación de Amigos del Camino de Santiago en Navarra. Fue uno de los principales colaboradores de Elías Valiña, junto a Javier Navarro, subprior de Roncesvalles, en la señalización con flechas amarillas de las rutas jacobeas, especialmente en el itinerario francés y en la Vía de la Plata, así como en el establecimiento de albergues que dieran acogida a los peregrinos.

## Biografía
Fue maestro; durante sus primeros años en ejercicio, de las escuelas de Zubieta y Donamaría. Posteriormente se dedicó a la Educación Especial, siendo desde marzo de 1971 hasta su muerte en 1992, director del Centro Errotazar, que al trasladarse a su actual emplazamiento adoptó su nombre.
Se casó con Mari Jose Labiano, con quien tuvo seis hijos, que serían, posteriormente, hospitaleros en el primer albergue de la asociación navarra situado en la calle Blas de la Serna.
En 1965 hace la primera peregrinación a Santiago, que repetiría posteriormente en varias ocasiones. En la que realizó en 1982, señaliza con flechas y cintas amarillas el Camino Francés. En 1982 acompaña a Elías Valiña y Javier Navarro en su visita a la Diputación Foral de Navarra buscando el apoyo de las instituciones en el «fomento del Camino». Tras ese encuentro, auspiciados por el notario Javier Nagore Yárnoz, se constituirá el 27 de marzo de 1987 la Asociación de Amigos del Camino de Santiago en Navarra constituida inicialmente por Andrés Muñoz Garde, José Luis Los Arcos, Fernando Videgain y Jesús Tanco que en breve plazo alcanza casi 80 socios. Sería la segunda asociación creada en Navarra tras la Asociación de Amigos del Camino de Santiago de Estella, fundada veinticinco años antes, en 1962, y que tomará parte activa en el I Congreso Internacional Camino de Santiago celebrado en Jaca en 1987.  
En 1990 y 1992 organiza la Primera Peregrinación Internacional a Compostela por la Vía de la Plata promovida por la asociación jacobea navarra y también la señaliza con pintura y cintas amarillas.
Tras una operación cardiológica, fallece por una inesperada infección quirúrgica en la Clínica Universidad de Navarra.

## El Camino de Santiago

### Flechas amarillas
Es conocido el papel de Elías Valiña en la señalización de la ruta jacobea con este tipo de indicativo. Pero contó con la valiosa colaboración de varias personas 

«Hay que hacer saber que el Camino está señalizado en España con flechas amarillas desde julio de 1982. En varias asambleas de Asociaciones se aprobó la normalización de dicha señal.
Son 2.000 kms de Camino, aproximadamente, los que actualmente están señalizados. Hace escasamente 15 días hemos terminado de señalizar el Camino Mozárabe o Vía de la Plata que se puede recorrer desde Sevilla hasta Astorga.
Las Asociaciones deben mantener la identidad del CAMINO a lo que ayuda mucho una señalización distinta de la de los Grandes Recorridos Montañeros.»

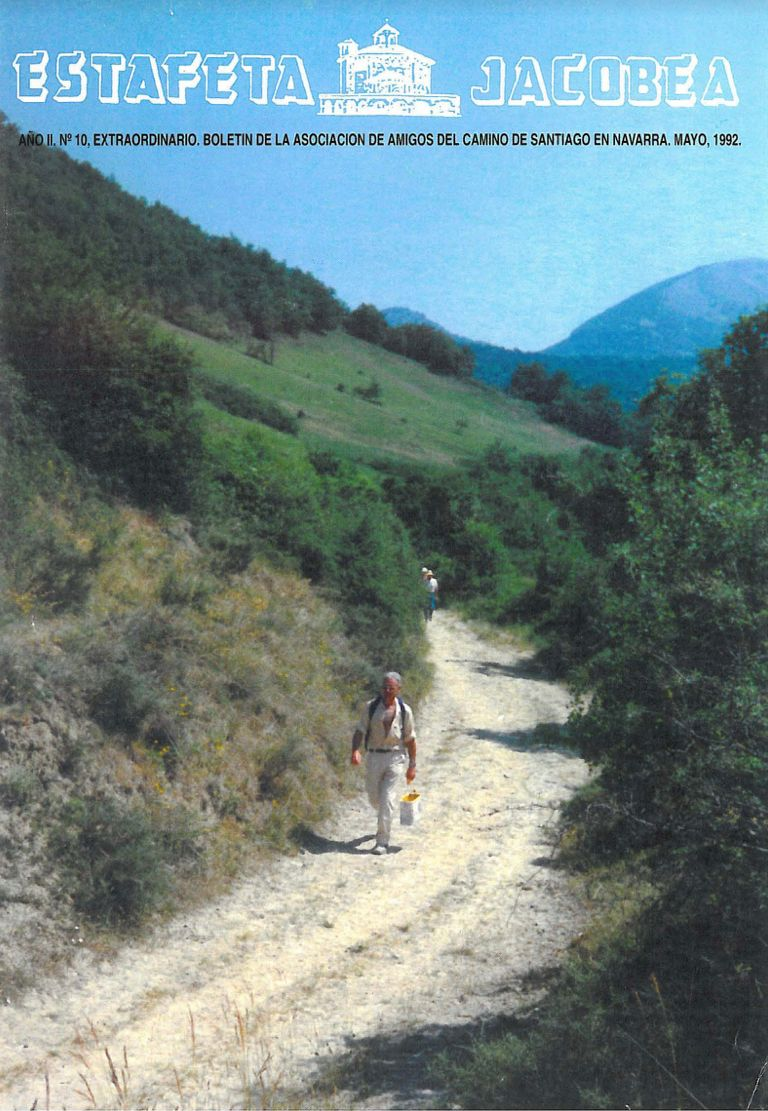

Andrés Muñoz Garde, 1990

### El Camino Mozárabe o Vía de la Plata
La Asociación de Amigos de Santiago en Navarra organizó en 1990 y 1991 una peregrinación desde Sevilla buscando documentar la Vía de la Plata. Tras recorrerla, y señalizarla con flechas amarillas, Muñoz Garde describió parte del trazado de la ruta tomada en tres artículos publicados en la revista Peregrino, en los núms. 15-16, 17 y 23. En 1992 sería publicada su guía del peregrino.

## Premios y reconocimientos
- Centro Público de Educación Especial "Andrés Muñoz Garde", en Pamplona, nombre dedicado por el Ayuntamiento de Pamplona a la nueva sede del antiguo Centro Errotazar donde impartía clases como educador y situado en el barrio de Iturrama.[15]
- Albergue municipal "Alberguería Andrés Muñoz", en Viana.

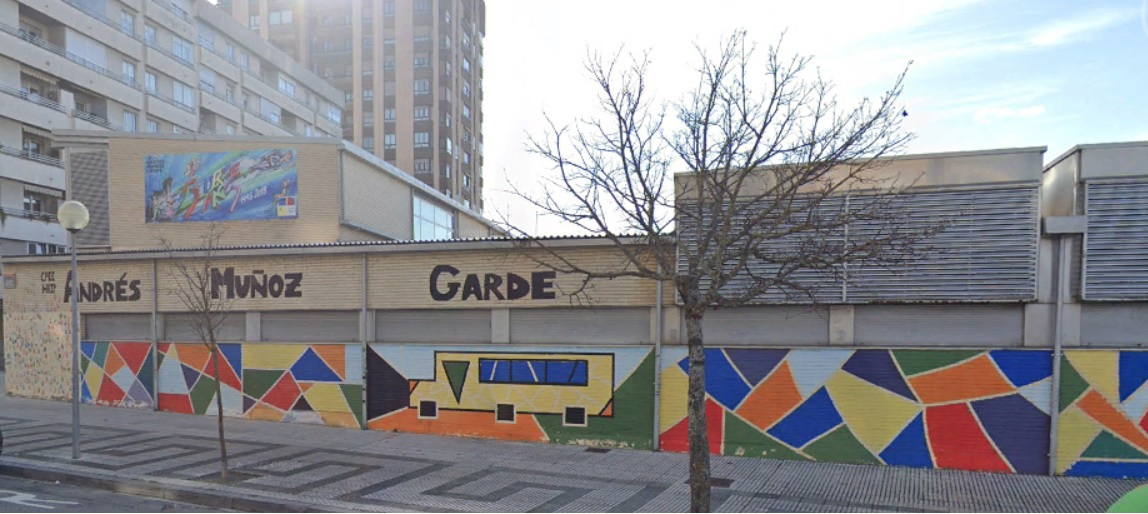

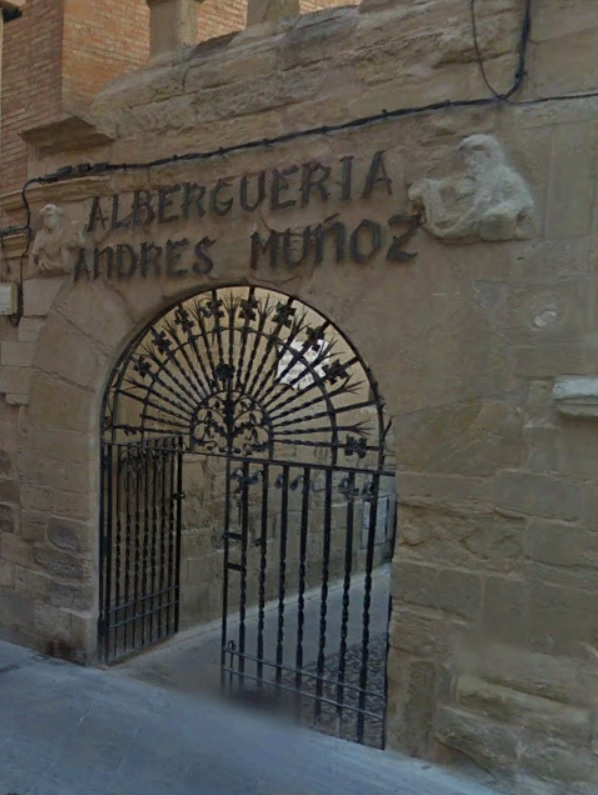

## Publicaciones
- Guía del peregrino del Camino de Santiago Mozárabe o Vía de la Plata. 1992. ISBN 978-84-604-3720-8